# Bremer Staatsbahn
Die Bremer Staatsbahn war eine Eisenbahngesellschaft im Besitz der Freien Hansestadt Bremen. Die von ihr getragenen Bahnstrecken waren kein eigenständiges Netz. Der Zugverkehr wurde, abgesehen von kurzen Güterstrecken, von anderen Gesellschaften durchgeführt. Sie war Träger von vier Bahnstrecken. Im Jahre 1883 gingen die Bremer Staatsbahn und die Bremer Teile des vormals hannoverschen Eisenbahnnetzes gegen eine Einmalzahlung von 36 Millionen Mark in den Besitz der Preußischen Staatseisenbahnen über.

## Weserbahn
Die erste von der Freien Hansestadt Bremen gebaute und betriebene Eisenbahnstrecke war die 1860 eröffnete Weserbahn. Diese nur 400 Meter lange Güterstrecke führte vom 1848 eröffneten Staatsbahnhof der Königlich Hannöverschen Staatseisenbahnen, der an der Stelle des heutigen Bremer Hauptbahnhofs lag, zum Weserbahnhof am Stephanitorsbollwerk flussabwärts der Altstadt, einer damals wegweisenden Umschlagsanlage zwischen Schienen- und Schiffsverkehr.

## Bremerhavener Güterbahn
Fast gleichzeitig mit der Eröffnung der Geestebahn des Königreichs Hannover, die von Bremen nach Geestemünde führte, nahm Bremen den Betrieb auf der anschließenden Güterbahn vom Bahnhof Geestemünde zu den Bremerhavener Häfen auf. Für Personenverkehr war diese Anschlussstrecke nicht zugelassen.

## Bremer Eisenbahnbrücke
Die zweite Strecke schloss an die Weserbahn an und führte über die für sie errichtete Eisenbahnbrücke zum Bahnhof Bremen-Neustadt. Sie wurde aufgrund des Vertrags mit dem Großherzogtum Oldenburg vom 8. März 1864 gebaut und am 14. Juli 1867 zusammen mit der oldenburgischen Strecke zwischen Bremen-Neustadt und der Stadt Oldenburg in Betrieb genommen. Der Zugbetrieb vom oldenburgischen Gebiet bis zum (hannöverschen) Staatsbahnhof oblag den Großherzoglich Oldenburgischen Staatseisenbahnen, die der Bremer Staatsbahn eine Benutzungsgebühr zahlten.

## Langwedel–Uelzen
Die dritte und längste Strecke lag ganz auf preußischem Gebiet. Baulich handelte es sich um die 97 km lange Bahnstrecke Uelzen–Langwedel, den Westabschnitt der sogenannten Amerikalinie.
Obwohl Staatsbahn genannt und im Besitz des bremischen Staates, wurde sie als Privatbahn nach preußischem Recht geführt.
Nach der Annexion des Königreichs Hannover durch Preußen und der Gründung des Norddeutschen Bundes hatte Bremen großes Interesse an einer kürzeren Bahnverbindung nach Berlin, um so die Konkurrenzsituation seiner Häfen zu verbessern. Nachdem Preußen eine Beteiligung an den Baukosten abgelehnt hatte, entschied sich Bremen, die Bahn auf eigene Kosten erstellen zu lassen. Der notwendige Staatsvertrag mit Preußen wurde am 17. Juli 1870 geschlossen. Da im Bremer Staatshaushalt die Mittel wegen der gerade durchgeführten Weserkorrektion so schnell nicht verfügbar waren, wurde die Union Bank in Berlin eingeschaltet, die die Bahnstrecke zum Festpreis von zwei Millionen Talern bauen ließ. Mit dem Betrieb der Bahn wurde die Magdeburg-Halberstädter Eisenbahngesellschaft beauftragt (Vertrag schon am 20. Mai 1870, also vor dem Staatsvertrag), die auch den Bau der Strecke Stendal–Salzwedel–Uelzen übernommen hatte.
Mit dem Bau konnte erst nach dem Deutsch-Französischen Krieg begonnen werden. Für den Güterverkehr wurde die Strecke am 15. April 1873 in Betrieb genommen, für den Personenverkehr einen Monat später. Die Frachtsätze für Transporte zwischen Berlin und Bremen über diese Strecke waren die gleichen wie für die Strecke Berlin–Hamburg. Reisende mussten jedoch zumeist in Stendal umsteigen. Bis Ende des Zweiten Weltkrieges fuhren – wenige – Schnellzüge der Relation Berlin–Bremen–Wilhelmshaven über diese Strecke, ebenso verkehrte hier ein Schnellzugpaar zwischen Norddeich und Berlin. Reiseverbindungen zwischen Bremen und Berlin über Hamburg oder Hannover waren jedoch grundsätzlich schneller. Die Strecke bekam wegen der Anschlüsse zu Auswandererschiffen von Bremerhaven nach Amerika den Spitznamen Amerikalinie.

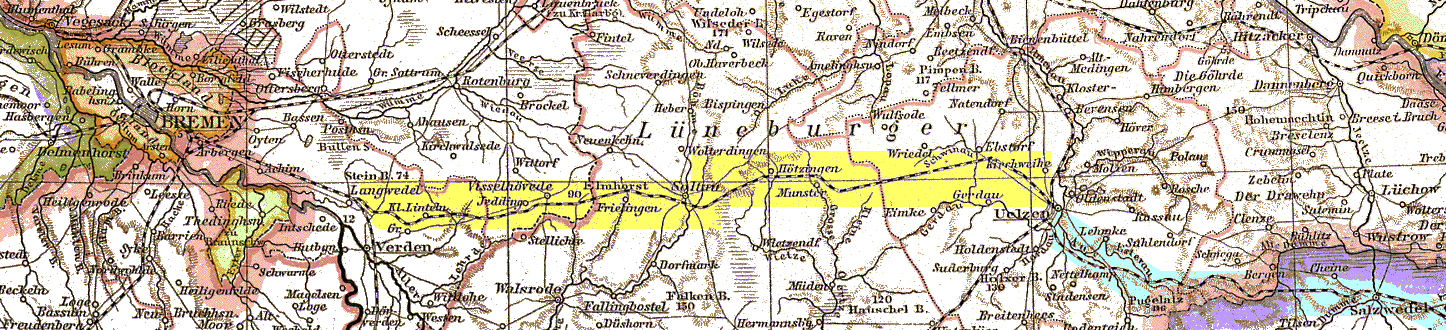
Bahnverbindung Bremen–Altmark(–Berlin) 1880.
Farbige Markierung von Bahnstrecken (Nachbearbeitung): gelb = Anlagen der Bremer Staatsbahn, hellblau = Anlagen der Magdeburg-Halberstädter Eisenbahngesellschaft

## Besitzwechsel
1883 gingen die Strecke Langwedel–Uelzen und die Bremer Teile des vormals hannoverschen Eisenbahnnetzes gegen eine Einmalzahlung von 36 Millionen Mark in den Besitz der Königlich Preußischen Staatsbahn über.
Die Hafenbahnen und die Bremer Weserquerung blieben in Bremer Besitz. 1929 wurden die Hafenbahnen in Bremen und Bremerhaven von der Bremer Lagerhaus-Gesellschaft übernommen, die noch heute für die Gleisanlagen zuständig ist. Die Transportleistungen wurden allerdings 1930 von der Deutschen Reichsbahn (DRG) übernommen.